# Madison (Minnesota)
Madison és una població dels Estats Units a l'estat de Minnesota. Segons el cens del 2000 tenia 1.768 habitants.

## Demografia
Segons el cens del 2000, Madison tenia 1.768 habitants, 789 habitatges, i 462 famílies. La densitat de població era de 669,2 habitants per km².
Dels 789 habitatges en un 21,7% hi vivien nens de menys de 18 anys, en un 48,9% hi vivien parelles casades, en un 6% dones solteres, i en un 41,4% no eren unitats familiars. En el 39% dels habitatges hi vivien persones soles el 28% de les quals corresponia a persones de 65 anys o més que vivien soles. El nombre mitjà de persones vivint en cada habitatge era de 2,07 i el nombre mitjà de persones que vivien en cada família era de 2,75.
Per edats la població es repartia de la següent manera: un 19,1% tenia menys de 18 anys, un 5,1% entre 18 i 24, un 17,9% entre 25 i 44, un 22,1% de 45 a 60 i un 35,9% 65 anys o més.
L'edat mediana era de 51 anys. Per cada 100 dones de 18 o més anys hi havia 77,1 homes.
La renda mediana per habitatge era de 27.102 $ i la renda mediana per família de 38.008 $. Els homes tenien una renda mediana de 27.903 $ mentre que les dones 20.694 $. La renda per capita de la població era de 17.435 $. Entorn del 3,7% de les famílies i el 7,8% de la població estaven per davall del llindar de pobresa.

## Poblacions més properes
El següent diagrama mostra les poblacions més properes.